# Emilio Arrieta
Emilio Arrieta, celým jménem Pascual Juan Emilio Arrieta Corera (21. října 1823 Puente la Reina, Navarra – 11. února 1894 Madrid), byl španělský skladatel a hudební vědec. Jeho největším přínosem pro španělskou hudbu byla konsolidace zarzuely jako žánru.

## Život
Emilio Arrieta se narodil 21. října 1821 v Puente la Reina v Navaře. Od svých deseti let byl vychováván svou sestrou v Madridu. Zde získal základní hudební vzdělání a projevilo se jeho mimořádné hudební nadání. Po několika cestách do Itálie se usadil v Miláně a v letech 1841–1845 studoval na milánské konzervatoři, kde byl mimo jiné jeho učitelem Nicola Vaccai a kde se také spřátelil se skladatelem Amilcarem Ponchiellim. Absolvoval s vyznamenáním a na závěr studia zkomponoval tříaktovou operu Ildegonda na italský text Temistocle Solery. Opera se úspěšně hrála v několika italských městech.
Vrátil se do Madridu a brzy se stal oblíbencem královny Isabely II. V roce 1849, dva měsíce po uvedení opery Ildegonda v Teatro Real, byl jmenován uměleckým ředitelem tohoto divadla. V roce 1850 pak měla premiéru další Arrietova opera La conquista de Granada, opět na text Solera, který byl v té době impresáriem divadla. Podílel se na vzniku Teatro de la Zarzuela a napsal pro toto divadlu řadu zarzuel. Jeho umělecké založení však bylo poněkud odlišné než u svého současníka Barbieriho. Jeho díla jsou bližší italskému pojetí opery.
Od roku 1857 učil na madridské konzervatoři a po revoluci v roce 1868 se stal jejím ředitelem. V roce 1892 utrpěl záchvat mrtvice[nepřesný odkaz] a o dva roky později, 11. února 1894, zemřel ve svém domě v Madridu.

## Jevištní díla
- Ildegonda (Temistocle Solera), opera (1845 Milán)
- La conquista de Granada (Temistocle Solera), opera (1850 Madrid)
- El dominó azul (Francisco Camprodón), zarzuela(1853 Madrid)
- El grumete (Antonio Garciá Gutiérrez), zarzuela (1853 Madrid)
- La estrella de Madrid (Adelardo López de Ayala), zarzuela (1853 Madrid)
- Marina (Franzisco Camprodón), zarzuela (1855 Madrid)
- El planeta Venus (Ventura de la Vega), zarzuela (1858 Madrid)
- Azón Visconti (García Gutiérrez), zarzuela (1858 Madrid)
- Los circasianos (Luis Olona), zarzuela (1860 Madrid)
- Llamada y tropa (García Gutiérrez), zarzuela (1861 Madrid)
- La vuelta del corsario (García Gutiérrez), zarzuela (1863 Madrid)
- El conjuro (Adelardo López de Ayala), entremés (1866 Madrid)
- Un sarao y una soirée (Miguel Ramos Carrión Eduardo de Lustonó), caricatura (1866 Madrid)
- La suegra del diablo (Eusebio Blasco), cuento fantástico (1867 Madrid)
- El figle enamorado (Ramos Carrión), sainete (1867 Madrid)
- Los novios de Teruel (Blasco), zarzuela (1867 Madrid)
- De Madrid a Biarritz (Ramos Carrión/Carlos Coello), zarzuela (1869 Madrid)
- El potosí submarino (Rafael García Santisteban), zarzuela cómico fantástica (1870 Madrid)
- Marina (Miguel Ramos Caritón nach Comprodón), opera (1871 Madrid)
- Las manzanas de oro (Eusebio Blasco/Emilio Álvarez), comedia de magia (1873 Madrid)
- La guerra santa (Luis Mariano de Larra nach Jules Verne), zarzuela (1879 Madrid)
- Heliodora o El amor enamorado (Juan Eugenio Hartzenbusch), zarzuela (1880 Madrid)
- San Franco de Sena (José Estremera), drama lírico (1883 Madrid)